# Яндекс.Кит
Яндекс.Кит — операционная система от российской компании Яндекс на базе открытого исходного кода ОС Android, анонсированная 19 февраля 2014 года. В мае 2015 года проект был закрыт.

## Общие данные
Слухи о создании Яндексом своей собственной операционной системы для телефонов ходили с 2011 года, когда компания поглотила фирму SPB Software, производителя программного обеспечения для мобильных устройств и мобильных операторов.
Тем не менее, долгое время технология SPB Software под названием Яндекс.Shell использовалась только в качестве оболочки со встроенными сервисами Яндекса для мобильных телефонов на базе ОС «Андроид». На создание «Яндекс.Кита» у компании ушло три года.
Название операционной системы встречается как в русскоязычном, так и англоязычном варианте — Яндекс.Кит и Yandex.Kit, что порождает своеобразную игру слов. В первом случае происходит ассоциация с русским словом «кит», что отражено в логотипе, который представляет собой сложенное из разноцветных дуг стилизованное изображение кита, напоминая пиктограмму уровня сигнала — символизирует тесную связь со смартфонами и демонстрирует высокотехнологичность продукта. Отсылка к этому толкованию названия ОС содержалась и в самой дате релиза — 19 февраля — всемирный День защиты китов. С другой стороны, существительное kit [kit] по-английски обозначает «набор», «комплект», что говорит о завершённости и полноте, «укомплектованности» сервиса.
Яндекс.Кит основан на версии Android 4.2.2.
Яндекс.Кит — готовое программное решение, предпродажная прошивка, которая устанавливается на телефоны или планшеты при производстве. На момент релиза было анонсировано два смартфона на «Ките» — Huawei Honor 3 Yandex и Explay Flame, было объявлено о готовящемся запуске планшетов. Подобный способ кооперации между производителями «железа» и поисковиками пришёл в Россию из Китая, где уже опробованы подобные решения. Обычные пользователи пока не могут установить прошивку на свои устройства самостоятельно. Для производителей телефонов Яндекс.Кит распространяется бесплатно (для сравнения, Google взимает 0,75 доллара за каждый выпущенный смартфон со своими сервисами).
По состоянию на весну 2015 года продолжались продажи планшетов Smarto и DEXP, работающих на Яндекс.Кит.

## Особенности

### Интерфейс
Интерфейс ОС представлен оболочкой Яндекс.Shell — это трёхмерная «карусель» с возможностью создания нескольких рабочих столов, или «домашних экранов», где можно размещать виджеты, папки и приложения. Главное меню одноуровневое — здесь отсутствует раздел со списком всех установленных приложений (подобным образом устроена iOS от Apple). Специально для «Кита» Shell был полностью перерисован, было убрано всё лишнее и обновлён дизайн основных элементов, увеличена скорость работы.

### Телефонная книга
Телефонная книга распознаёт разнообразные формы русских имён (Шурик, Александр, Сашка) и подключена к Яндекс.Справочнику — умеет определять номера организаций (даёт возможность определять входящий звонок от неизвестной компании, данные о которой будут подгружаться из облака), также реализован поиск телефонов организаций по базе из трёх миллионов контактов «Справочника».
Есть возможность перенести контакты со старого телефона при помощи сервиса Яндекс.Переезд.

### Локализация
По заявлению разработчиков, Яндекс.Кит полностью локализован для рунета: все приложения от Google в ней заменены соответствующими сервисами Яндекса (карты, браузер, календарь и т. д.), а вместо магазина приложений Google Play установлен собственный Яндекс.Стор. Последний на день релиза ОС включал более 100 тысяч приложений и, при условии покупки телефона с «Китом», возвращает 10 % от стоимости приложений для новых покупок.
Клавиатура подсказывает слова при наборе и учитывает при этом русские падежи, а при вводе пароля слово выводится одновременно и в русской, и латинской раскладке, кроме того, по словам разработчиков, клавиатура — самая быстрая по скорости набора среди аналогов. Для распознавания речи используется Yandex.SpeechKit.
Пользователям устройств на «Ките» предоставляются дополнительные 50 ГБ Яндекс.Диска

## Устройства
| Смартфоны - DEXP Ixion Y5 - Explay Flame - Huawei Honor 3 Yandex | Планшеты - DEXP Ursus 8EV 3G - Smarto 3GD52i - Smarto 3GDi10 |